# Frida (album)
Frida è il primo album pubblicato da Anni-Frid Lyngstad.

## Le registrazioni
Le registrazioni cominciarono l'8 settembre del 1970 e terminarono il 15 gennaio dell'anno successivo. L'album fu prodotto dell'allora fidanzato di Frida Benny Andersson e fu lanciato sul mercato a marzo del 1971 dalla EMI Studios, con cui Frida cominciò a lavorare 4 anni prima (quando vinse il concorso musicale "New Faces").

## La critica
Nonostante l'album non fosse riuscito ad entrare nelle classifiche, il suo stile pop-jazz ottenne un buon riscontro dalla critica e specialmente dal Dagens Nyheter, il giornale più importante della Svezia, che scrisse un articolo dove venivano particolarmente apprezzati la voce ed il carattere della cantante.

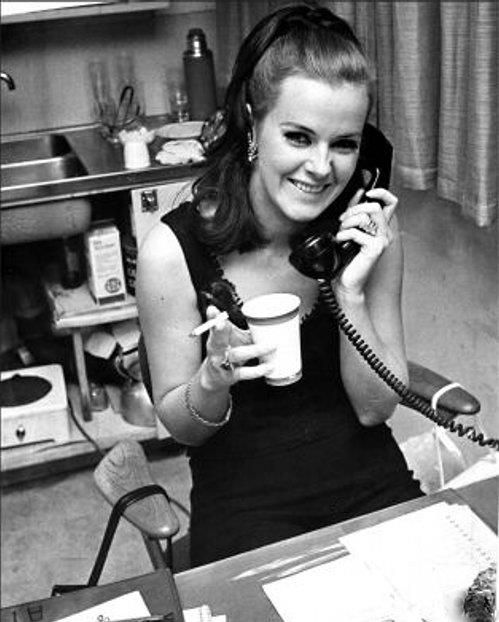
Anni-Frid Lyngstad nel 1967

Dopo aver ottenuto il supporto della critica Frida produsse, nel 12 luglio del 1971, il singolo "Min Egen Stad" (contenuto nella raccolta "Anni-Frid Lyngstad") che conquistò il Sverigetopplistan (la principale classifica musicale svedese) ed ebbe parecchio successo. Agnetha Fältskog, Björn Ulvaeus e Benny Andersson parteciparono alla registrazione di "Min Egen Stad" in qualità di coristi.

## Lista tracce
Lato A
"Tre Kvart Från Nu" (Anton Rubinstein, Peter Himmelstrad)  3:14
"Jag Blir Galen När Jag Tänker På Dej" (Teddy Randazzo, Robert Weinstein, Stig Anderson)  3:27
"Lycka" (Benny Andersson, Björn Ulvaeus, Stig Anderson)  2:59
"Sen Dess Har Jag Inte Sett'en" (Claes Rosendhal, Lars Berghagen)  2:08
"En Ton Av Tystnad" (Paul Simon, Owe Junsjö)  4:00
"Suzanne" (Leonard Cohen, Owe Junsjö)  3:07
Lato B
"Allting Skall Bli Bra" (Tim Rice, Andrew Lloyd Webber, Owe Junsjö)  6:14
"Jag Är Beredd" (Paula Leka, Denise Gross, Stig Anderson)  2:38
"En Liten Sång Om Kärlek" (Sylvia Fine, Berghagen)  2:25
"Telegram För Fullmånen" (Cornelis Vreeswijk)  1:59
"Barnen Sover" (Peter Himmelstrand)  3:35
L'album fu ripubblicato nel 2017 arrivando al 28º posto del Svensktoppen.